# Juliette Huot

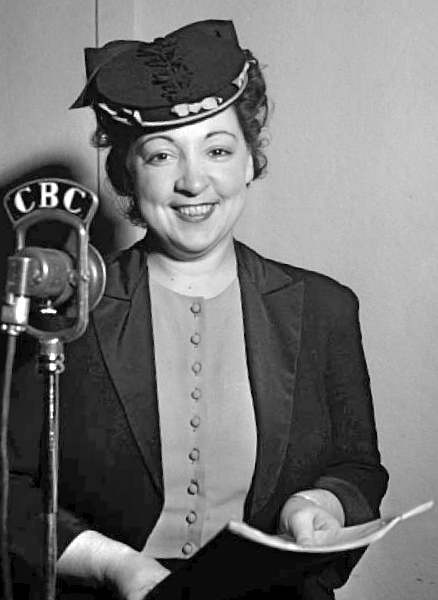
In einem Studio von Radio-Canada 1945

Juliette Huot (* 9. Januar 1912 in Montreal; † 16. März 2001 in Brossard/Québec) war eine kanadische Schauspielerin und Hörspielsprecherin.

## Leben und Wirken
Huot war in den 1930er Jahren Mitglied der von Liliane Dorsen gegründeten Theatertruppe La Renaissance auf. Ab 1935 besuchte sie die Theaterschule von Jeanne Maubourg. 1937 trat sie in der Premiere von Jean Desprez’ Stück Le dernier miracle du Frère André an der Seite von Émile Bouffard, Jacques Auger, Jean-Paul Kingsley, Jean Desprez, Liliane Dorsen und Rose Rey-Duzil auf. Im gleichen Jahr debütierte sie im Hörfunk in Robert Choquettes Hörspielserie Le curé de village mit Ovila Légaré, Guy Mauffette, Marcelle Lefort, Albert Cloutier und Gratien Gélinas.
Gélinas engagierte sie im Folgejahr für die Revuen Fridolinades, an denen sie bis 1946 u. a. mit Fred Barry, Amanda Alarie, Olivette Thibault, Clément Latour und Juliette Béliveau mitwirkte. Während des Zweiten Weltkrieges spielte sie für die alliierten Truppen an der Front Sketche mit Marcel Gamache, Juliette Béliveau und Denis Drouin. Im Kino debütierte sie 1942 in der Parodie La dame aux camélias, la vraie von Gratien Gélinas. Daneben wir sie von 1940 bis 1948 im Vorstand der Union des Artistes und gründete dort 1942 eine Stiftung zur Unterstützung verarmter und erkrankter Künstler.
1946 trat sie in Félix Leclercs Hörfunkserie Je me souviens auf, 1948 in Gélinas' Theaterstück  Tit-coq an der Seite des Autors, Muriel Guilbaults, Fred Barrys, Juliette Béliveaus und anderer. 1949 war sie in der Verfilmung des Hörspiels Le curé de village zu sehen. 1951 leitete sie zwei Revuen von Jean Rafa (La belle époque und Hier, aujourd’hui), in denen u. a. Pierre Roche, Lucille Dumont, Robert L’Herbier, Muriel Millard, Marcel Gamache und Jean-Pierre Masson auftraten.
1952 wirkte sie an der Aufführung von Lionel Daunais’ Operette Les mousquetaires au couvent neben Yoland Guérard, Pierre Dufresne, Paul Berval, Olivette Thibault und Yolande Dulude mit. Von 1952 bis 1959 spielte sie in der Hörspielreihe Je vous ai tant aimés von Jovette Bernier die Rolle der Mutter, die sie auch bei der Verfilmung für das Fernsehen übernahm. 1957 wirkte sie in der Fernsehproduktion Un simple soldat von Marcel Dubé mit. Im Jahr 1959 trat sie in Gélinas' neuem Stück Bousille et les justes mit Jean Duceppe, Yves Létourneau, Béatrice Picard und Gilles Latulippe auf.
In Cré Basile von Marcel Gamache, einem der größten Erfolge von Télé-Métropole, spielte sie von 1965 bis 1970 die Stiefmutter von Basile (gespielt von Olivier Guimond). Weitere Rollen übernahmen Béatrice Picard, Denis Drouin und Amulette Garneau. Bei der Expo 67 trat sie in einer von Muriel Millard geleiteten Revue auf. In einer humoristischen Nummer war 1968 drei Juliettes zu sehen: Juliette Béliveau, Juliette Pétrie und Juliette Huot.
In der Varietéshow Le 5 à 6 von Gilles Latulippe und Fernand Gignac präsentierte sie von 1968 bis 1971 jede Woche ein Rezept. Von 1970 bis 1977 hatte sie eine der Hauptrollen in Marcel Gamaches Symphorien (mit Latulippe, Gignac, Janine Sutto, Jean-Louis Millette, Janine Mignolet u. a.). 1981 bot ihr Gilles Carle die Rolle der Maman Plouffe in seinem Kinofilm Les Plouffe an, die sie neben Émile Genest, Gabriel Arcand, Pierre Curzi und Denise Filiatrault spielte. Auch in Guy Fourniers Komödie Peau de banane, mit Louise Deschâtelets, Yves Corbeil, Marie-Soleil Tougas und Sébastien Tougas) erhielt sie die Rolle der Mutter.
1983 stand sie in dem Solostück Dis-moi-le si j’dérange von Janette Bertrand in der Regie von Janine Sutto auf der Bühne. 1990 spielte sie die Hauptrolle in Bernard Émonds Film La manière des blancs; außerdem wirkte sie 1990–92 in der Serie Jamais deux sans toi von Guy Fournier (mit Jean Besré) und 1992–94 in Montréal P.Q. von Victor-Lévy Beaulieu (mit Jean-Louis Millette, David LaHaye und Yvan Canuel) mit. 
An Krebs erkrankt hatte Hout ihren letzten Bühnenauftritt 1995 als Marie-Ange Duval Les héritiers Duval und ihre letzten Fernsehauftritte 1996 in der Serie Avec un grand A . 1998 veröffentlichte sie die mit Unterstützung von Pierre Day verfasste Autobiographie Juliette Huot : À la surface de ma mémoire. 
1969 wurde Huot zur Miss Radio-Télévision gewählt, 1988 zum Chevalier des Ordre national du Québec ernannt und 1995 in Promenade des Stars von Montreal aufgenommen. Für ihren langjährigen Einsatz für die Petits frères des Pauvres erhielt sie 1974 den Ordre Militaire et hospitalier de St-Jean de Jérusalem, de Rhodes et de Malte.